# 小松台地域自治区
小松台地域自治区（こまつだいちいきじちく）は、宮崎県宮崎市の地域自治区の一つ。

## 地理
小松台団地で構成される、比較的小さい区域である。

### 町域
- 小松台北町
- 小松台西一丁目～三丁目
- 小松台東一丁目～三丁目
- 小松台南町
- 桜ヶ丘町

## 歴史
- 1978年 - 桜ヶ丘町が誕生
- 1982年 - 小松台北町が誕生
- 1986年 - 小松台東一～三丁目、小松台西一～三丁目が誕生
- 2004年 - 小松台南町が誕生
- 2006年1月1日 - 小松台地域自治区が発足

## 地域

### 教育
- 宮崎市立小松台小学校